# Площадь Республики (Берлин)

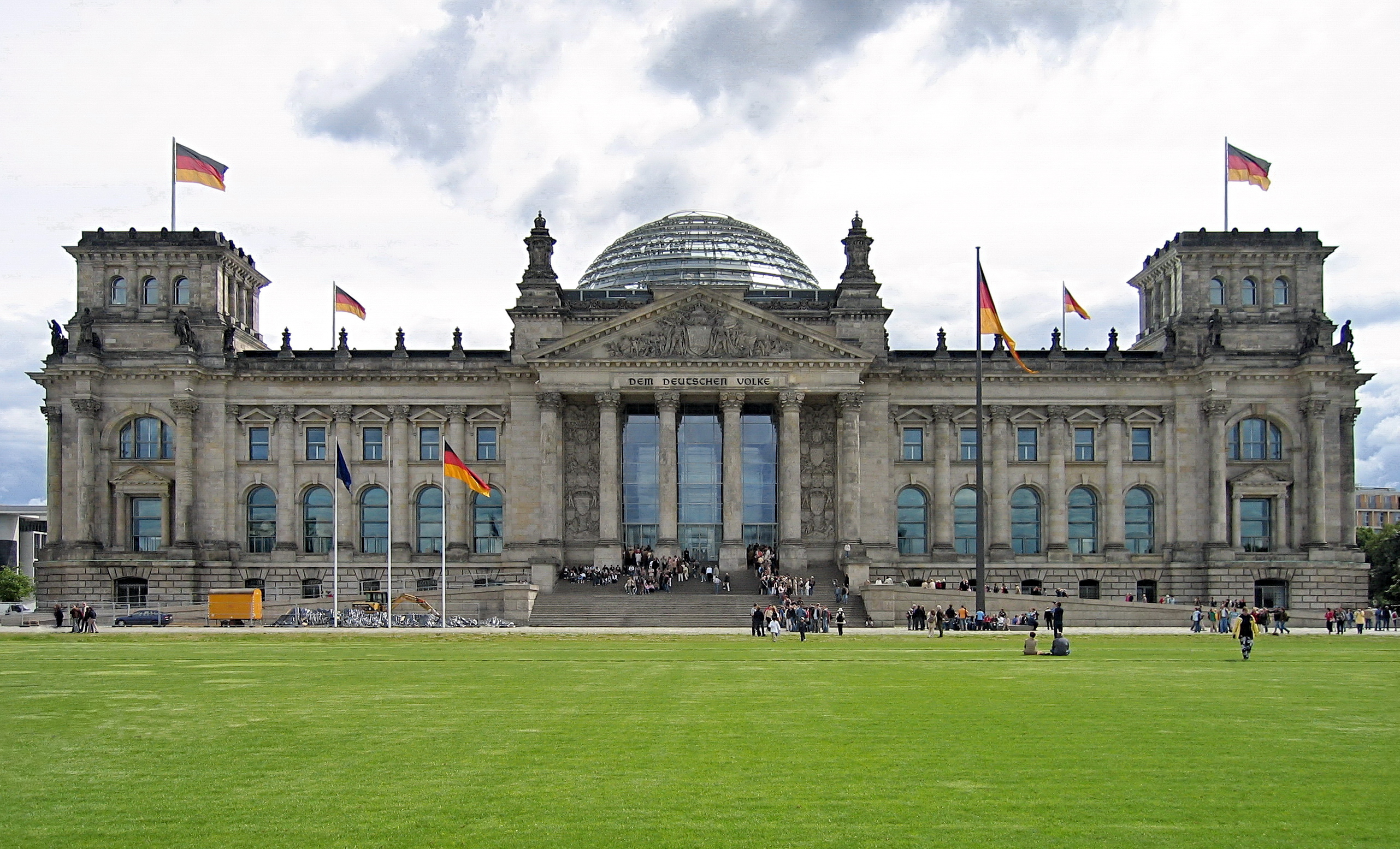
Площадь Республики — площадь перед Рейхстагом

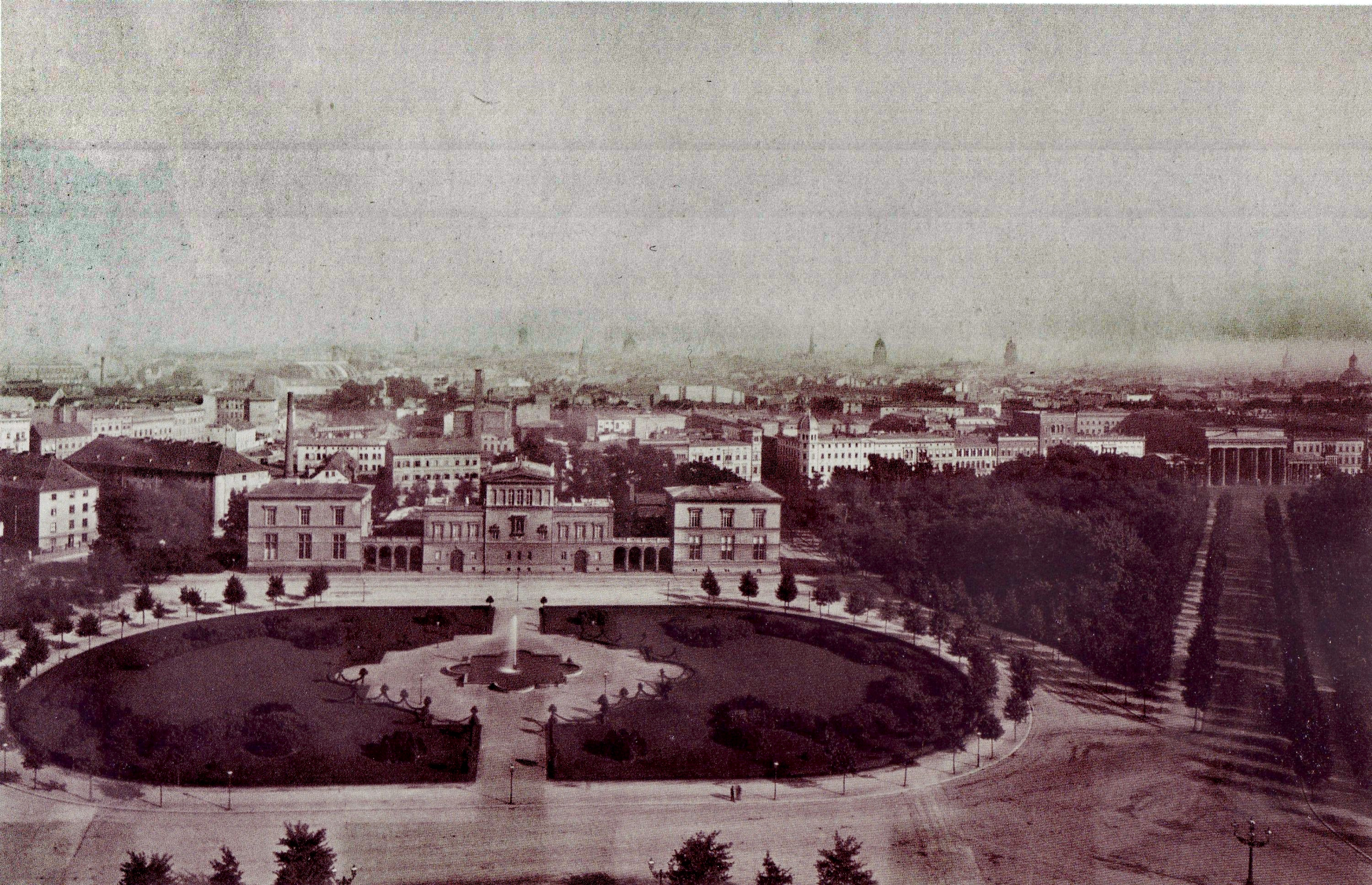
Кёнигсплац с дворцом Рачинского. 1880. Вид с колонны Победы на восток

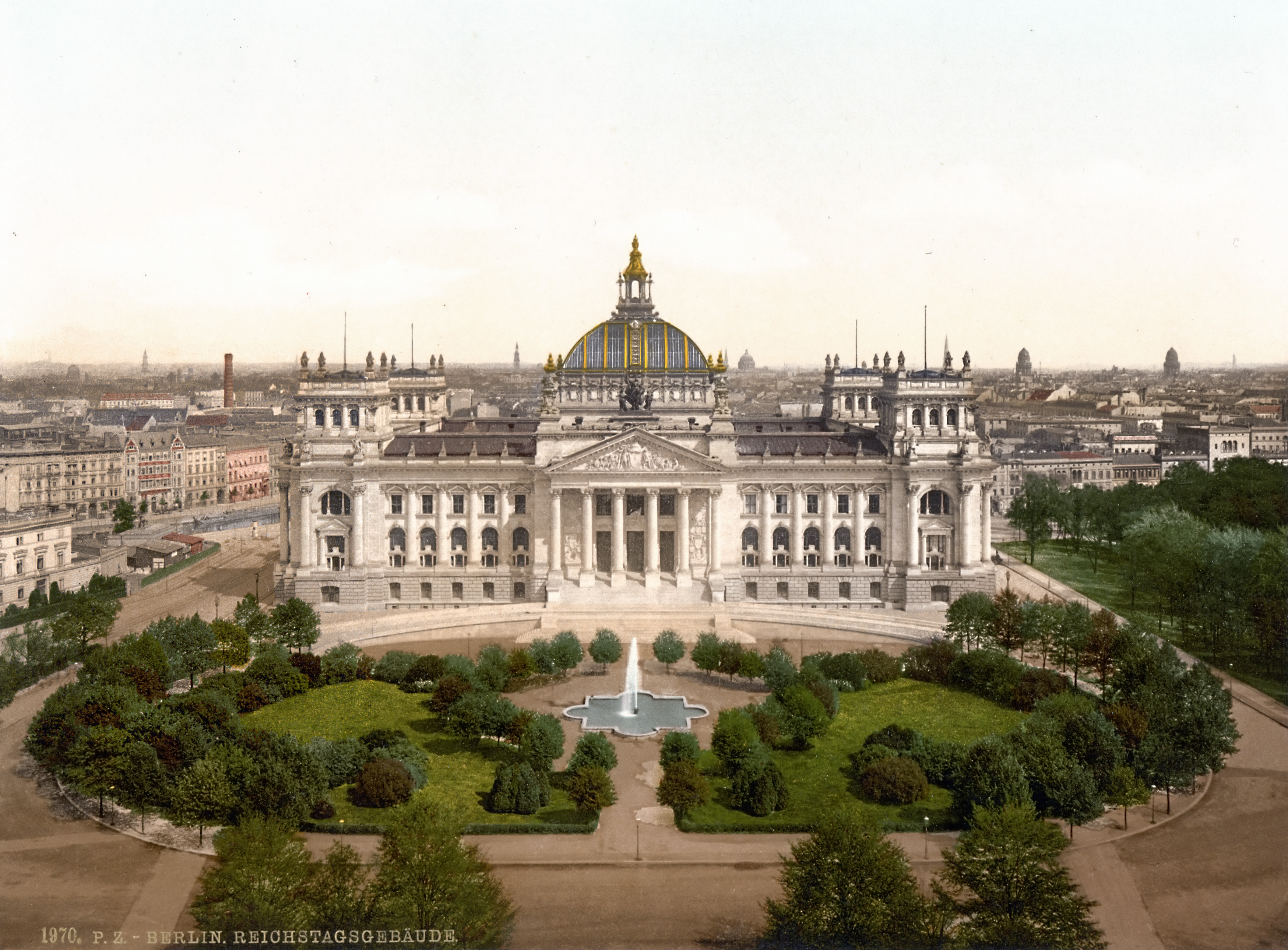
Кёнигсплац с Рейхстагом. 1900

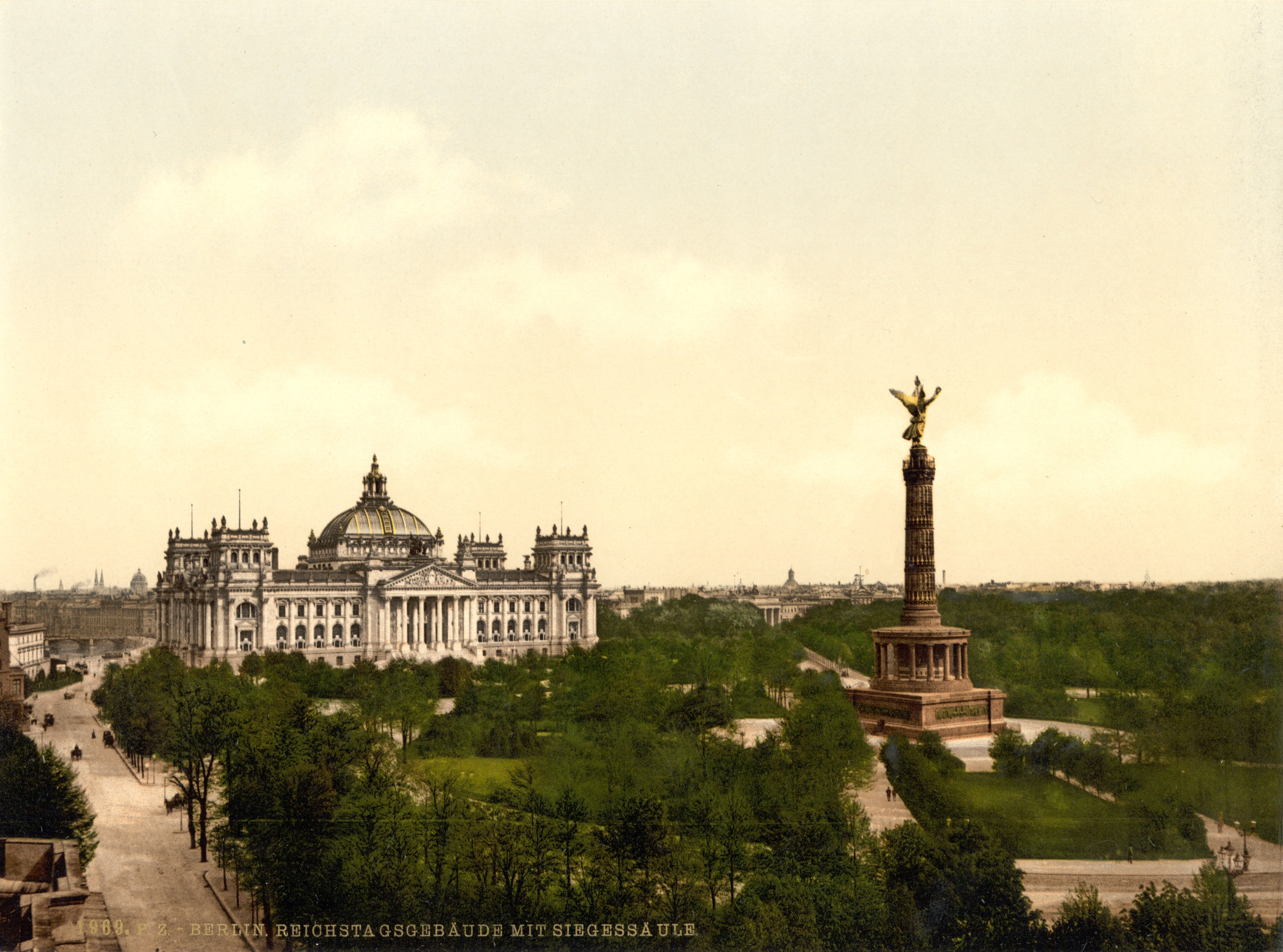
Кёнигсплац с Рейхстагом и колонной Победы. 1900

Площадь Республики (нем. Platz der Republik) расположена в берлинском районе Тиргартен в округе Митте в новом правительственном квартале германской столицы перед Рейхстагом. В непосредственной близости протекает Шпрее. На площади размером в 36 900 м², прилегающей к парку Тиргартен, разбит газон с боскетами.
Рядом с площадью находятся Рейхстаг, дом Пауля Лёбе, дом Якоба Кайзера, здание швейцарского посольства, Дом культур мира и Ведомство федерального канцлера Германии.
Площадь появилась в 1735 году после переноса берлинской таможенной стены, использовалась при короле Фридрихе Вильгельме I для строевой подготовки прусских солдат и называлась плацем у Бранденбургских ворот. В 1867 году площадь стала городской и получила название Королевской (Кёнигсплац, нем. Königsplatz). До возведения Рейхстага в 1884-1894 годах на его месте располагался дворец польского графа и прусского дипломата Атаназия Рачиньского (пол. Atanazy Raczyński).
В 1873 году в память о трёх победоносных военных походах была воздвигнута колонна Победы, перед торжественным открытием которой была заложена Зигесаллее, ведущая к памятнику. На западной стороне площади располагалась Кролль-опера, в северо-западной части — здание генерального штаба, а в северной части — дворцы посольского квартала Альзенфиртель, один из которых сохранился до настоящего времени и используется швейцарским посольством.
В 1901 году перед зданием Рейхстага был установлен национальный памятник Бисмарку работы Рейнгольда Бегаса, в связи с чем облик площади вновь изменился: появилась брусчатка и круглый газон с несколькими дорожками, которые вели к стоящей посредине колонне Победы. В 1904 и 1906 годах вид площади преобразили памятник военному министру Альбрехту фон Роону и мраморный памятник генерал-фельдмаршалу Мольтке. Все три памятника в 1938 году были перенесены с тогда ещё Кёнигсплац на площадь Большая Звезда, в северной части которой они и находятся по настоящее время, уже на новых постаментах.
В период Веймарской республики (1926—1933) площадь носила своё современное название, напоминая о ликвидации монархии в Германии. С приходом к власти национал-социалисты дали площади прежнее название Королевской площади. Республиканское название вернулось к площади после падения Третьего рейха в 1948 году.
В ходе последних боёв Второй мировой войны Рейхстаг и прилегающая к нему площадь были сильно разрушены. После войны площадь оказалась на территории Западного Берлина. Берлинская стена, возведённая в 1961 году, проходила в нескольких метрах за Рейхстагом. Во времена разделённого Берлина площадь Республики потеряла своё центральное значение, превратившись в луг, пользовавшийся успехом как место для отдыха и в особенности приготовления шашлыка у жителей Западного Берлина турецкого происхождения. Часть площади использовалась под парковку и площадку для обучения вождению.
В ночь со 2 на 3 октября 1990 года в честь объединения Германии на площади Республики был поднят флаг Единства, вероятно, самый большой флаг ФРГ размером 6 на 10 м.
В 1996—1997 годах в связи с реконструкцией правительственного квартала Берлина проводился международный архитектурный конкурс, в двух этапах которого приняли участие более 300 проектов, а победили два проекта ландшафтных архитектурных бюро из Берлина (проект площади Республики) и из Золотурна (проект парка в излучине Шпрее). Проекты были реализованы в 1998—2009 годы.